# Elitserien i handboll för damer 1996/1997
Elitserien i handboll för damer 1996/1997 spelades som grundserie och vanns av IK Sävehof, och som fortsättningsserie, vilken vanns av HP Warta. Sävsjö HK vann dock det svenska mästerskapet efter slutspel.

## Sluttabell[1]

### Grundserien
| Nr | Lag                   | Matcher | Vinst | Oavgjort | Förlust | +/-     | Poäng |
| -- | --------------------- | ------- | ----- | -------- | ------- | ------- | ----- |
| 1  | IK Sävehof            | 16      | 13    | 1        | 2       | 381-323 | 27    |
| 2  | HP Warta              | 16      | 12    | 2        | 2       | 403-324 | 26    |
| 3  | Stockholmspolisens IF | 16      | 12    | 1        | 3       | 395-338 | 25    |
| 4  | Sävsjö HK             | 16      | 10    | 2        | 4       | 402-370 | 22    |
| 5  | Skövde HF             | 16      | 10    | 1        | 5       | 425-402 | 21    |
| 6  | Irsta HF              | 16      | 8     | 0        | 8       | 405-368 | 16    |
| 7  | Skuru IK              | 16      | 7     | 0        | 9       | 388-378 | 14    |
| 8  | Skara HF              | 16      | 7     | 0        | 9       | 305-332 | 14    |
| 9  | Spårvägens HF         | 16      | 3     | 4        | 9       | 348-369 | 10    |
| 10 | Lugi                  | 16      | 3     | 3        | 10      | 331-409 | 9     |
| 11 | Skånela IF            | 16      | 3     | 0        | 13      | 315-373 | 6     |
| 12 | Eslövs IK             | 16      | 1     | 0        | 15      | 342-454 | 2     |

### Fortsättningsserien[1]
| Nr | Lag                   | Matcher | Vinst | Oavgjort | Förlust | +/-     | Poäng |
| -- | --------------------- | ------- | ----- | -------- | ------- | ------- | ----- |
| 1  | HP Warta              | 30      | 21    | 4        | 5       | 735-632 | 46    |
| 2  | IK Sävehof            | 30      | 22    | 2        | 6       | 730-628 | 46    |
| 3  | Stockholmspolisens IF | 30      | 19    | 3        | 8       | 710-671 | 41    |
| 4  | Sävsjö HK             | 30      | 13    | 2        | 5       | 759-699 | 39    |
| 5  | Irsta HF              | 30      | 16    | 2        | 12      | 760-699 | 34    |
| 6  | Skuru IK              | 30      | 12    | 1        | 17      | 686-696 | 25    |
| 7  | Skövde HF             | 30      | 11    | 3        | 16      | 757-785 | 25    |
| 8  | Skara HF              | 30      | 9     | 3        | 18      | 607-665 | 21    |

## Slutspel om svenska mästerskapet[1]

### Kvartsfinaler: bäst av tre
- ? 1997: Sävsjö HK-Skuru IK 25-20, 29-26 (Sävsjö HK vidare med 2-0 i matcher)
- ? 1997: Irsta HF-Stockholmspolisens IF 21-18, 18-14 (Irsta HF vidare med 2-0 i matcher)

### Semifinaler: bäst av tre
- ? 1997: Sävsjö HK-HP Warta 21-11, 32-24 (Sävsjö HK vidare med 2-0 i matcher)
- ? 1997: Irsta HF-IK Sävehof 30-24, 20-16 (Irsta HF vidare med 2-0 i matcher)

### Finaler: bäst av fem
- ?? 1997: Sävsjö HK-Irsta HF 26-25, 33-27, 22-18 (Sävsjö HK svenska mästare  med 3-0 i matcher)

## Skytteligan
- Kristina Olson, Skuru IK - 30 matcher, 224 mål[2]

### Fotnoter
1. 1 2 3   Handbollboken 1997/98. 1197. sid. 268
2. ↑  ”Skyttedrottningar 1984–2012”. Svenska Handbollsförbundet. 2011 – 2012. Arkiverad från originalet den 21 april 2013. https://web.archive.org/web/20130421230635/http://www.svenskhandboll.se/ImageVaultFiles/id_2945/cf_31/Elit_Damer_Skyttedrottningar.PDF. Läst 28 juni 2014.